# Guy Pearce
Guy Edward Pearce (* 5. října 1967 Ely, Anglie) je britsko-australský herec a hudebník. Narodil se v Anglii novozélandskému otci a anglické matce, od tří let vyrůstal v Geelongu v Austrálii. Svou kariéru zahájil seriálem Neighbours, kde v letech 1985–1989 hrál v téměř pěti stech epizodách. Později se uplatnil i ve filmu. V roce 2006 ztvárnil Andyho Warhola ve filmu Warholka a v následujícím roce Harryho Houdini ve filmu Iluze lásky.

## Výběr z filmografie
- Dobrodružství Priscilly, královny pouště (1994)
- L. A. - Přísně tajné (1997)
- Memento (2000)
- Stroj času (2002)
- Hrabě Monte Christo (2002)
- Warholka (2006)
- Smrt čeká všude (2008)
- Králova řeč (2010)
- Země bez zákona (2012)
- Prometheus (2012)
- Iron Man 3 (2013)
- Vetřelec: Covenant (2017)